# Среднекулюмбинское
Среднекулюмбинское (также Средне-Кулюмбинское) — пресноводное озеро в Красноярском крае России, располагается на юго-западе Таймырского Долгано-Ненецкого района.
Расположено в широкой трогово-тектонической долине между западными отрогами плато Путорана к северу от хребта Лован, к юго-западу от озера Хаканча и к западу от озера Верхнекулюмбинское, с которым соединено протокой Хусу. Приблизительно в 192 километрах к восток-северо-востоку находится Игарка. Высота над уровнем моря — 358 м. Площадь озера — 31,1 км². Водосборная площадь — 619 км². 
Впадает несколько рек и ручьёв, наиболее значимые из которых: Лован и Уринмэ. На западе через протоку Ое и озеро Нижнекулюмбинское вытекает река Кулюмбэ. Берега относительно высокие, слабо изрезаны, на юге местами заболочены. Кулюмбинскую и Курейскую котловины друг от друга отделяет разлом.
В озере обитает восточносибирский хариус.